# Ein bißchen Goethe, ein bißchen Bonaparte
Ein bißchen Goethe, ein bißchen Bonaparte est une chanson en allemand interprétée par France Gall. Elle est sortie en Allemagne en single sur le label Decca Records en 1969.
Avec cette chanson, France Gall a participé et terminé à la troisième place au Concours de schlager allemand de 1969 (de).

## Thème de la chanson
Le refrain commence ainsi: 	

« Un peu de Goethe, un peu de Bonaparte,
c'est ce à quoi il est censé ressembler, l'homme que j'attends.
Un peu d'esprit, un peu de courage,
... »

## Développement et composition
La chanson a été écrite par Christian Bruhn et Hans Bradtke. L'enregistrement a été produit par Werner Müller.

## Liste des pistes
Single 7" 45 tours (1969, Decca D 19 991, Allemagne)
1. Ein bißchen Goethe, ein bißchen Bonaparte (2:40)
2. Des Rätsels Lösung (2:45)[1]

## Classements
| Classement (1969)            | Meilleure position |
| ---------------------------- | ------------------ |
| Allemagne (Media Control AG) | 14                 |